# Уткин, Илья Ильич
Илья Ильич Уткин (1909—1947) — старшина Рабоче-крестьянской Красной Армии, участник Великой Отечественной войны, Герой Советского Союза (1943).

## Биография
Илья Уткин родился 5 сентября 1909 года в селе Герасимово (ныне — в Суворовском районе Тульской области). После окончания начальной школы работал сначала в сельском хозяйстве, затем на лесозаготовках. В 1942 году Уткин был призван на службу в Рабоче-крестьянскую Красную Армию. Окончил школу младших командиров. С 1943 года — на фронтах Великой Отечественной войны, командовал взводом 45-миллиметровых орудий 24-го гвардейского воздушно-десантного полка 37-й армии Степного фронта. Отличился во время битвы за Днепр.
1 октября 1943 года взвод Уткина форсировал Днепр в районе села Переволочна (ныне — Светлогорское Кобелякского района Днепропетровской области Украинской ССР) и принял активное участие в боях за захват и удержание плацдарма на его западном берегу, отражая ожесточённые немецкие танковые контратаки. 14 октября 1943 года в бою артиллеристы взвода подбили 7 танков противника.
Указом Президиума Верховного Совета СССР от 20 декабря 1943 года гвардии старшина Илья Уткин был удостоен высокого звания Героя Советского Союза с вручением ордена Ленина и медали «Золотая Звезда».
После окончания войны Уткин был демобилизован. Проживал на станции Звеньевой Бикинского района Хабаровского края. Умер 29 сентября 1947 года. Похоронен в городе Бикин.
Был также награждён орденом Красной Звезды и рядом медалей.